# Castelo de Hachinohe
Castelo de Hachinohe (八戸城, Hachinohe-jō) foi um castelo japonês que constituia o centro administrativo do domínio Hachinohe, um domínio feudal do clã Nambu, localizado no núcleo daquela que é hoje a cidade de Hachinohe, na província de Aomori, Japão. Actualmente nada resta do castelo.

## História
O castelo de Hachinohe foi edificado em 1627, servindo apenas como Jin'ya (sede administrativa de um domínio Han), devido às restrições aplicadas pelo xogunato Tokugawa, que permitia somente um castelo por domínio. A estrutura possui dois conjuntos de fossos concêntricos, e uma estrutura central de dois andares, com um quartel, mas nenhuma torre de menagem. Tornou-se então sede do novo domínio Hachinohe em 1664. De 1827 a 1829, o 8º daimyō de Hachinohe, Nambu Nobumasa, construiu um novo palácio no pátio interior, e também uma escola de treino dirigido às artes marciais no recinto fortificado (em inglês:  bailey). Em 1838, o domínio Hachinohe fi elevado em classificação pelo shogunato, e pela primeira vez o Castelo de Hachinohe foi oficialmente denominado como um "castelo" (お城, O-jō).
Após a Restauração Meiji, o novo governo Meiji ordenou a destruição total de todas as antigas fortalezas feudais, e em conformidade com esta diretiva, todas as estruturas do castelo foram demolidas em 1871, com o Miyagi Jinja (三八城神社), o santuário xintoísta Jinja (神社) erigido no pátio interno do local. Essa área é agora um parque público, e nada do antigo castelo restou, para além de um monumento e os nomes dos lugares locais.
Um portão construído em 1797 no palácio sobreviveu como porta da residência privada do clã Nambu de Hachinohe, o qual recebeu o título do visconde sob o sistema da nobreza kazoku, no período Meiji. Este portão Omote Sumigoten (角御殿表门) é uma importante propriedade cultural da província de Aomori.